# A Lot About a Lottery
A Lot About a Lottery è un cortometraggio muto del 1920. Il nome del regista non viene riportato nei credit del film che fu interpretato dal popolare attore Lupino Lane.

## Produzione
Il film fu prodotto dalla Ideal.

## Distribuzione
Distribuito dalla Ideal, il film - un cortometraggio in due bobine - uscì nelle sale cinematografiche britanniche nel novembre 1920.